# Hank Mizell
Hank Mizell (eigentlich William M. Mizell, * 9. November 1923 in Daytona Beach, Florida; † 23. Dezember 1992 in Murfreesboro, Tennessee) war ein US-amerikanischer Sänger, Gitarrist und Songwriter. Bekannt wurde er vor allem durch seine Rockabilly-Single Jungle Rock von 1958, die 18 Jahre nach ihrer Erstveröffentlichung, im Jahr 1976, eine erstaunliche Popularität erlangte.

## Biografie
Nach seinem Militärdienst im Zweiten Weltkrieg begann Mizell eine musikalische Karriere als Sänger. Seinen Spitznamen „Hank“ nach dem Country-Musiker Hank Williams erhielt er von einem Radiomoderator.
Als Jungle Rock 1958 auf einem lokalen Plattenlabel erschien, war es kein kommerzieller Erfolg. Auch eine Neuauflage 1959 auf King Records blieb erfolglos. Anfang der 1960er Jahre gab Mizell seine Musikerkarriere auf und wurde Prediger der Church of Christ. Er war verheiratet und hatte vier Kinder.
1971 erschien Jungle Rock auf der niederländischen Bootleg-Compilation Rock ’n’ Roll, Vol. 1 (irrtümlich dem damaligen Gitarristen und Komponisten Jim Bobo zugeschrieben). Dadurch wurde das britische Plattenlabel Charly Records auf das Stück aufmerksam und es kam im März 1976 zu einer Wiederveröffentlichung, nun auch dem richtigen Künstler zugeschrieben.
Die Single erreichte im Vereinigten Königreich Platz 3 und konnte in den Niederlanden sogar Platz 1 der Musikcharts erreichen. In Deutschland kam das Lied auf Platz 27.
Aufgrund des überraschenden Erfolges suchte man Mizell und fand ihn schließlich in Murfreesboro, Tennessee. Dieser kam nach Europa, promotete den Song in der britischen Fernsehshow Top of the Pops und dem holländischen Ableger Toppop und spielte neues Material für eine LP ein. Das Album Jungle Rock erschien 1976. Als Drummer wurde der ehemalige Elvis Schlagzeuger D. J. Fontana engagiert. Eine Wiederveröffentlichung erschien 1999 beim deutschen Label Repertoire auf CD.
Hank Mizell starb am 23. Dezember 1992 in Murfreesboro, Tennessee, im Alter von 69 Jahren. Sein Geburtsdatum gilt als umstritten, 1924 und 1926 werden ebenfalls genannt.
Das Lied Jungle Rock wurde unter anderem von Shakin’ Stevens & the Sunsets, den Tail Gators und The Fall gecovert. Eine deutsche Version stammt von Frank Rothe & the Young Ones, die französische Version von Charles Jérôme trägt den Titel Dingue de rock.

## Diskografie

### Alben
- 1976: Jungle Rock
- 1979: Hank Mizell and Mystery Train Live (mit Mystery Train)

### Singles
- 1958: Jungle Rock / When I’m in Your Arms
- 1961: My Old Used to Be / One More Chance
- 1961: Two Minds so Different / What Is Life Without You
- 1971: Alabama’s Calling / The House We Live In (als Hank and Charles, mit Charles Reed)
- 1976: Kangaroo Rock / Ain't Got A Thing
- 1976: Rakin’ and Scrapin’ / Higher
- 1976: Easy Money / Ubangi Stomp
- 1977: Higher / Flatfoot Sam
- 1979: Burning Eyes / I Can't Help

## Einzelbelege
1. ↑  Chartquellen: DE UK
2. ↑  Auszeichnungen für Musikverkäufe: UK
3. 1 2 3  Dik de Heer: Hank Mizell. In: Shakin All Over. This Is My Story, abgerufen am 8. Dezember 2023 (englisch).
4. ↑  Chart-Informationen. Jungle Rock. In: Chartsurfer. Abgerufen am 12. November 2022.
5. ↑  Jungle Rock (1958). Hank Mizell. In: Cover.info. 30. Juni 2020, abgerufen am 12. November 2022.
6. ↑  Hank Mizell – Jungle Rock. In: hitparade.ch. Abgerufen am 12. November 2022.

| Personendaten    | Personendaten                                      |
| ---------------- | -------------------------------------------------- |
| NAME             | Mizell, Hank                                       |
| ALTERNATIVNAMEN  | Mizell, William M. (Geburtsname)                   |
| KURZBESCHREIBUNG | US-amerikanischer Sänger, Gitarrist und Songwriter |
| GEBURTSDATUM     | 9. November 1923                                   |
| GEBURTSORT       | Daytona Beach, Florida, Vereinigte Staaten         |
| STERBEDATUM      | 23. Dezember 1992                                  |
| STERBEORT        | Murfreesboro, Tennessee, Vereinigte Staaten        |